# Marco Verratti
Marco Verratti (Pescara, 5 de novembro de 1992) é um futebolista italiano que atua como meio-campista. Atualmente joga no Al-Duhail.

## Carreira

### Pescara
Verratti foi revelado em 2008 pelo Pescara, clube da sua cidade natal, que na época disputava a Lega Pro Prima Divisione. Na temporada 2010–11, o Pescara retornou à Serie B após uma ausência de três anos. Na temporada seguinte, 2011–12, Verratti ganhou destaque ao fazer parte do elenco campeão da Serie B, primeiro título do clube em 25 anos, sendo o principal jogador da equipe na promoção desta à Serie A. Ao fim da temporada, foi considerado o Melhor Jovem Jogador Italiano.

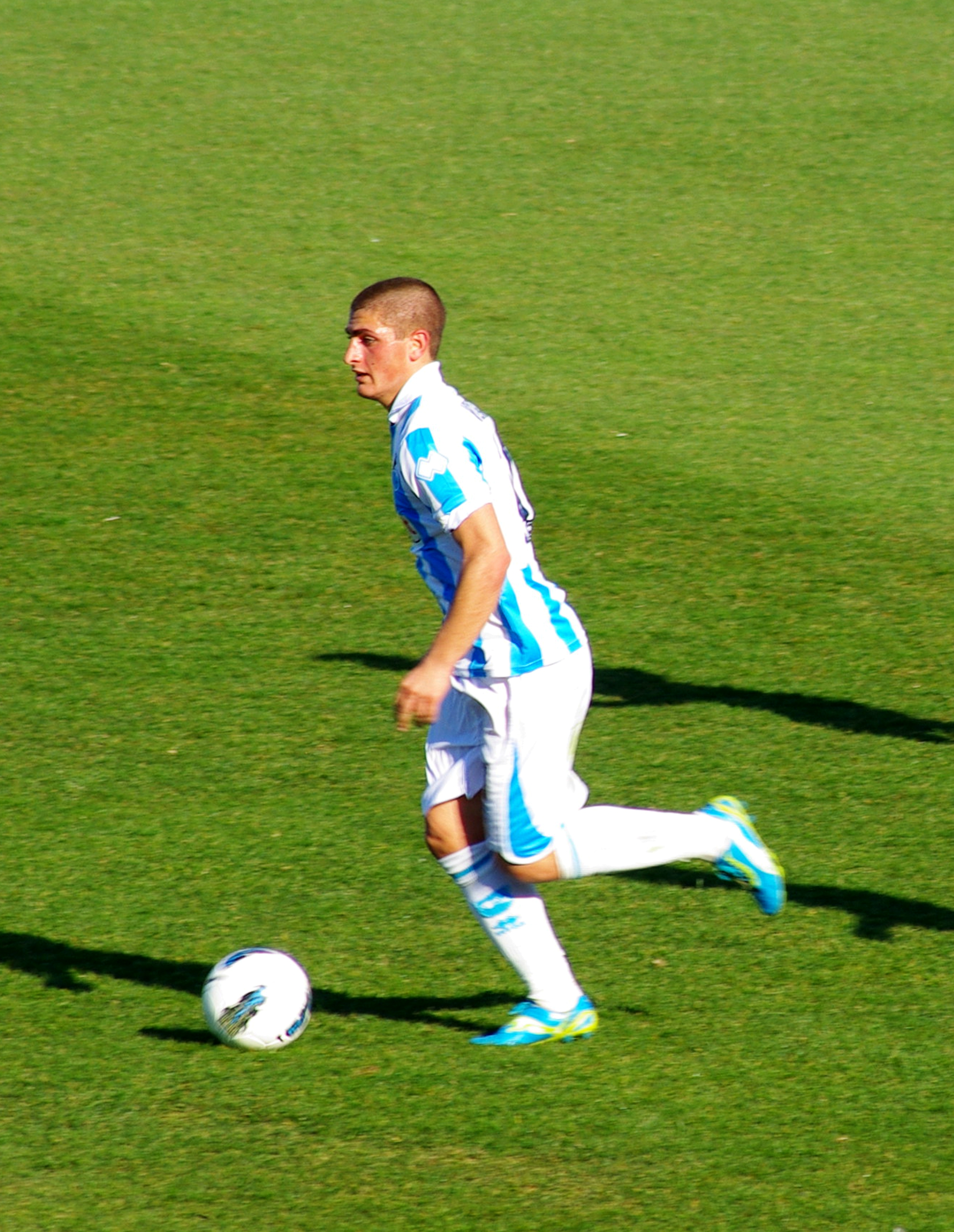
Verratti em seu início de carreira jogando pelo Pescara

### Paris Saint-Germain
No dia 18 de julho de 2012, foi oficializada sua contratação pelo Paris Saint-Germain, da França, que montava um forte elenco visando disputar títulos de maior expressão. O valor não foi divulgado pelo clube, mas girou em torno de doze milhões de euros. Estreou pelo PSG no dia 11 de agosto, em partida válida pela primeira rodada da Ligue 1, empate em 2–2 contra o Lorient no Parc des Princes.
Após o destaque na equipe francesa, passou a ser constantemente sondado por Real Madrid e Juventus; assim, teve seu contrato renovado no dia 2 de agosto de 2016, assinando um novo vínculo até 2021.
Na temporada 2022-23, Verratti tornou-se o segundo jogador com mais partidas pelo PSG na história, com 416 jogos oficiais, ficando atrás apenas do recordista Jean-Marco Pilorget (435).
Marco Verratti encerrou sua passagem de 11 temporadas pelo PSG com 416 jogos onde ergueu nove Campeonato Franceses, seis Copas da França, seis Copas da Liga Francesa e nove Supercopas da França.

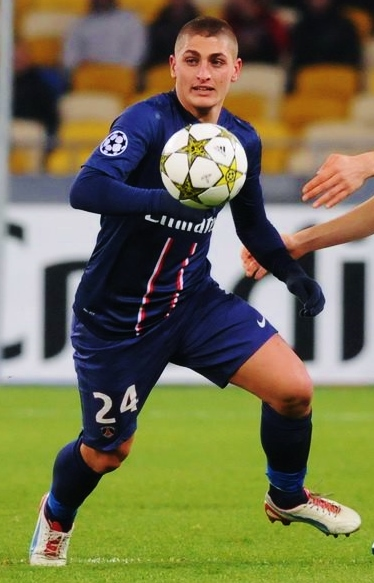
Verratti durante o jogo entre PSG e Dínamo Kiev em 2012.

### Al-Arabi
No dia 13 de setembro de 2023, Verrati foi anunciado como novo reforço do Al-Arabi, deixando o Paris Saint-Germain após 11 anos.
Em 1 de julho de 2025, Verratti deixou o Al-Arabi. Foram duas temporadas pela equipe, totalizando 39 jogos, quatro gols e 11 assistências.

### Al-Duhail
Em 7 de julho de 2025, Marco Verratti foi oficialmente apresentado como novo jogador do Al-Duhail.

## Seleção Nacional
O destaque pelo Pescara na temporada 2011–12 lhe rendeu sua primeira convocação para a Seleção Italiana, para fazer parte da lista de 32 jogadores pré-convocados para a Euro 2012. Na lista final dos 23 nomes, porém, Verratti foi cortado.
Oito anos depois, Verratti foi um dos 26 convocados pelo técnico Roberto Mancini para a disputa da Euro 2020. Sagrou-se campeão da competição no dia 11 de julho, após a Itália vencer a Inglaterra nos pênaltis.

## Títulos
Pescara
- Serie B: 2011–12

Paris Saint-Germain
- Ligue 1: 2012–13, 2013–14, 2014–15, 2015–16, 2017–18, 2018–19, 2019–20, 2021–22, 2022–23
- Supercopa da França: 2013, 2014, 2015, 2016, 2017, 2018, 2019 e 2020 e 2022
- Copa da Liga Francesa: 2013–14, 2014–15, 2015–16, 2016–17, 2017–18 e 2019–20
- Copa da França: 2014–15, 2015–16, 2016–17, 2017–18, 2019–20 e 2020–21

Seleção Italiana
- Eurocopa: 2020

### Prêmios individuais
- Oscar del Calcio: Melhor jogador da Serie B: 2011
- Troféu Bravo: 2012
- Equipe do torneio do Campeonato Europeu Sub-21 de 2013
- Melhor jogador jovem da Ligue 1: 2013–14
- Equipe ideal da Ligue 1: 2012–13, 2013–14, 2014–15 e 2015–16, 2016–17, 2017–18, 2018–19 e 2019–20
- Jogador do mês da Ligue 1: setembro de 2013 e fevereiro de 2017
- 45.º melhor jogador do ano de 2016 (The Guardian)[12]